# Герб Суринаму
Герб Сурина́му — державний символ Суринаму, прийнятий 25 листопада 1975 року.

## Опис
На гербі зображений напис «Justitia-Pietas-Fides», що в перекладі з латини означає «Справедливість, Праведність і Вірність». На гербі зображено два корінних жителя країни, що тримають центральний щит. Його ліва половина символізує минуле, в якому в Суринам на кораблях привозилися раби з Африки. Права половина уособлює справжнє, теперішнє у вигляді пальми, що є також символом праведної людини. Ромб в центрі щита — стилізована форма серця, розглядається як орган любові. Точки ромба вказують чотири сторони світу. Жовта зірка в ромбі є символом довіри, а її п'ять променів уособлюють п'ять континентів і п'ять великих етнічних груп, з яких складається населення Суринаму.